# Ursula Mellor Bright
Ursula Mellor Bright (5 juillet 1835 – 12 mars 1915) est une activiste britannique militante pour le droit de vote des femmes.